# Cedric Tiberghien
Cedric Tiberghien (francès: Cédric Tiberghien)  (5 de maig de 1975) és un pianista francès.

## Biografia
Tiberghien va començar a aprendre a tocar el piano als 5 anys amb Michèle Perrier a Noyon, va estudiar al Conservatori de París amb Frédéric Aguessy i Gérard Frémy, on el 1992 va rebre el primer premi a 17 anys.
De molt jove es va inspirar en pianistes com Arthur Rubinstein, a qui considerava un dels pianistes més grans i dedica una gran admiració a artistes com Artur Schnabel en obres de Beethoven, Richter i encara més Emil Gilels.
Tiberghien guanya nombrosos premis internacionals. Segon premi a Bremen el 1993 i a Dublín el 1994, sisè premi al concurs internacional de piano Arthur Rubinstein 1995 a Tel-Aviv, tercer premi a Ginebra el 1996. El 1998 va guanyar el Primer Gran Premi i cinc premis especials al Concurs Long-Thibaud-Crespin.
Per a "Harmonia Mundi" va realitzar diversos enregistraments en solitari: obres de piano de Debussy, Eroica, Variations de Beethoven, partitas de Bach, ballades de Chopin i Brahms. també va gravar el Concert per a piano número 1 de Brahms amb l'Orquestra Simfònica de la BBC dirigida per Jiří Bělohlávek.
Del 2005 al 2007, Tiberghien va formar part de la selecció "New Generation Artists de la BBC".